# Занаволок (Няндомский район)
Занаволок — деревня в Няндомском районе Архангельской области.

## География
Находится в юго-западной части Архангельской области на расстоянии приблизительно 42 км на северо-восток по прямой от административного центра района города Няндома на правом берегу реки Лим.

## История
В 1873 году здесь было учтено 16 дворов, в 1905 — 29. Тогда деревня входила в Каргопольский уезд Олонецкой губернии. До 2022 года входила в Мошинское сельское поселение до его упразднения.

## Население
Численность населения: 82 человека (1873 год), 145 (1905), 29 (русские 100 %) в 2002 году, 20 в 2010.